# مورچه‌مرغ سینه‌خاکستری
مورچه‌مرغ سینه‌خاکستری (نام علمی: Myrmoborus lugubris) یک پرنده حشره‌خوار از خانواده مورچه‌مرغان (Thamnophilidae) است. در برزیل، کلمبیا، اکوادور و پرو یافت می‌شود. زیستگاه طبیعی آن جنگلهای جلگه‌ای نمناک نیمه‌گرمسیری یا گرمسیری است.